# Psiconeuroinmunología
La psiconeuroinmunología (PNI) es un campo de investigación interdisciplinar que estudia la interacción entre los procesos psicológicos y los sistemas nervioso e inmunitario del cuerpo humano, y su efecto sobre la salud. Se trata fundamentalmente de una disciplina teórica, en la que sus creadores reconocen que no existen estudios suficientes que permitan su aplicación en la práctica clínica.
Este nombre también se aplica a un conjunto de formaciones pseudocientíficas que han surgido en los últimos años, en las cuales se usa la psiconeuroinmunología como base para sustentar un conjunto de terapias alternativas denominadas de mente-cuerpo y con las cuales se pretende tratar pacientes mediante terapia psicológica, cambios en la dieta y dietas sin efectos demostrados, suplementación nutricional y otros.

## Definición
La psiconeuroinmunología (PNI)  estudia la interacción entre los procesos psíquicos, el Sistema Nervioso (SN), el Sistema Inmune (SI) y el Sistema Endocrino (SE) del cuerpo humano. Trabaja desde una perspectiva interdisciplinar que aglutina diversas especialidades: psicología, psiquiatría, medicina del comportamiento, neurociencia, fisiología, farmacología, biología molecular, enfermedades infecciosas, endocrinología, inmunología, y reumatología.
La Psiconeuroinmunología pone de manifiesto la influencia de factores psicosociales sobre la respuesta inmunológica (Ader, Felten, y Cohen, 1991).
El psiquiatra George F. Solomon, la define como:

La psiconeuroinmunología es un campo científico interdisciplinar que se dedica al estudio e investigación de los mecanismos de interacción y comunicación entre el cerebro (mente/conducta) y los sistemas responsables del mantenimiento homeostático del organismo, los sistemas: nervioso (central y autónomo), inmunológico y neuroendocrino, así como sus implicaciones clínicas.
George F. Solomon

La PNI investiga, sobre todo, el funcionamiento fisiológico del sistema neuroinmune, los trastornos del sistema neuroinmune y las características físicas, químicas y fisiológicas, principalmente, de los componentes detectables en sangre periférica del sistema neuroinmune en laboratorio (in vitro), en el organismo vivo (in vivo) o en el lugar donde se desarrolla la investigación (in situ).

## Historia

### Antecedentes
A mediados del siglo XIX, Claude Bernard, fisiólogo francés, empleó por primera vez el concepto de "medio interno" para referirse al medio ambiente en el interior del cuerpo humano. En 1878, Louis Pasteur y su equipo, realizan un estudio (1878) donde encuentran que los pollos sometidos a estímulos aversivos son más susceptibles a la infección por ántrax.
Ya entrado el siglo XX, Walter Cannon, profesor de fisiología de la Universidad de Harvard, estudia los efectos de las emociones y las percepciones en el sistema nervioso autónomo. En su trabajo con animales, Cannon encontró que cualquier cambio de estado emocional del animal, tales como estrés, ansiedad o furia, se veía acompañado por la detención total de movimientos del estómago. Estos trabajos iniciaron el reconocimiento de la reacción de lucha o huida como respuesta involuntaria a estímulos externos.
Cannon también acuñó el término Homeostasis en su libro de 1932 The wisdom of the body ("La sabiduría del cuerpo"), del término griego Homoios, que significa similar o igual y Stasis, que significa posición o quietud.
A mediados de la década de 1940, Hans Selye, investigador en la Universidad de Montreal, realizó varios experimentos, sometiendo a animales a diversas situaciones física y mentalmente adversas, descubriendo que, bajo esas circunstancias, el cuerpo se adaptaba consistentemente para sanar y recuperarse de la amenaza percibida. Sus trabajos desembocaron en el descubrimiento del síndrome de adaptación general, caracterizado por un agrandamiento de las glándulas adrenales, atrofia del timo, bazo y otras glándulas linfáticas y ulceraciones gástricas. Estos experimentos se consideran fundacionales de una larga línea de investigación sobre el funcionamiento de los glucocorticoides.
También, entre 1926 y 1928, dos investigadores soviéticos, Metalnikov y Chorine, estudiaron en el Instituto Pasteur de París las respuestas inmunológicas e inflamatorias condicionadas en conejillos de indias. En sus experimentos expusieron a los conejillos de indias a un estímulo no condicionante (inyecciones de antígeno para provocar la respuesta inmunológica) al mismo tiempo que a uno condicionante (calor o rascado), demostrando que, tras un tiempo de condicionamiento, el sistema inmune reaccionaba cuando sólo se producía el estímulo condicionante.
En las décadas de los 50 y 60 se desarrollaron numerosos experimentos con animales de los que se dedujo que el estrés podría afectar a la inmunidad. Entre ellos se encuentran los experimentos de George F. Solomon, profesor de Psiquiatría de la Universidad de California. Solomon proporcionó evidencia experimental directa fue que en presencia de tensión en roedores se producía una reducción de anticuerpos. Al mismo tiempo se demostró que las experiencias en la etapa infantil podrían afectar a la vida adulta en ratas por la respuesta mediada por anticuerpos.  Solomon junto a Rudolf Moss acuñó en 1964 el término psicoinmunología.
De forma paralela e independiente, en 1963, Elena Korneva y L.M. Khai dos investigadores rusos, demostraron que el cerebro jugaba un papel en el proceso de inmunorregulación. Aunque dicha investigación llegó más tarde a occidente.

### Nacimiento y desarrollo
En 1975 se acuña el término psiconeuroinmunología, como resultado de un experimento realizado en la Universidad de Rochester por de Robert Ader (psicólogo) y Nicholas Cohen (inmunólogo). Basándose en el condicionamiento clásico de Pavlov, demostraron que produciendo una señal aversiva a través del sistema nervioso (en este caso el gusto) condicionaba las respuestas del sistema inmune. Precisamente se pudo realizar debido a la aceptación general del fenómeno de la inmunidad condicionada demostrada por Metalnikov y Chorine en 1926.
En 1977, los investigadores H. Besedovsky y E. Sorkin observaron que la activación inmune (estimulación antígena) desencadena una conducta inmunológica del eje hipotalámico-hipofisario-adrenal (HHA), demostrando con ello la relación existente entre cerebro y sistema inmunológico.
Posteriormente, en 1981, David Felten de la Universidad de Indiana, descubrió por primera vez que una red de nervios llegaba a los vasos sanguíneos y al sistema inmune. Este descubrimiento aportó las primeras pruebas de cómo ocurre la interacción entre sistema nervioso y sistema inmune.
En el mismo año, Ader, Cohen y Felten, editan el libro Psychoneuroimmunology, en el que se detalla la íntima relación entre cerebro y sistema inmune constituyendo un único sistema integrado de defensa.
En 1985, el investigador J. E. Blalock, descubrió un circuito bidireccional entre el sistema inmune y el sistema endocrino. Dicho circuito operaría a través de péptidos comunes. El SI actuaría como una especie de sensor que operaría en respuesta a estímulos no cognitivos, comunicándose con el SE mediante señales de linfocitos a través de hormonas inmunorreactivas, provocando a su vez una modificación de la homeostasis corporal.
También en las décadas de los 70 y 80, fundamentalmente en el National Institute of Mental Health (NIMH)(USA), la neurofarmacóloga Candace Pert al frente de un grupo de colaboradores, descubrió que receptores específicos (neuropéptidos), se encuentran en las membranas celulares tanto en el cerebro como en el sistema inmunitario. Además dicho descubrimiento sugiere la estrecha relación entre las emociones y el sistema inmunológico. Y se mostró que no solo el cerebro modula los SI Y SE,  sino la enorme influencia que el SNC tiene en la enfermedad.
Igualmente en 1985, de la recopilación de una serie de trabajos históricos se produce la Fundación Científica de la Psiconeuroinmunología, plasmándose en la edición del libro Foundations of Psychoneuroimmunology.
En general se ha tendido a pensar que las emociones inciden en las respuestas físicas y fisiológicas, pero se ha comprobado que el circuito también funciona al contrario. Según Paul Ekman, profesor de psiquiatría de la Universidad de California: 

Sabíamos que cuando uno experimenta una emoción, la misma se refleja en su cara. Ahora se ha descubierto que lo contrario también es verdad. Uno siente lo que muestra en su cara. Si se ríe uno del dolor, interiormente no sufrirá. Si pone la cara triste, sentirá lo mismo por dentro.
Ekman P.

 Por ejemplo, fruncir el ceño activa la secreción de hormonas del estrés, que a su vez inhiben el SI, incrementan la presión sanguínea y hacen a los individuos más susceptibles la ansiedad y la depresión. En cambio, sonreír reduce dicha secreción e incrementa la producción de endorfinas y de linfocitos T, que a su vez potencia el sistema inmunológico. Aunque en realidad, estos descubrimientos ya fueron teorizados por el fisiólogo francés Israel Waynbaum en 1907.

## Estrés
El estrés es uno de los principales elementos para el estudio y experimentación científica de la PNI o psiconeuroinmunología.

El estrés implica toda agresión interna o externa al organismo que altera su equilibrio homeostático; puede tratarse de estímulos físicos, traumáticos, psíquicos y pueden estar en relación con un esfuerzo súbito, un exceso de trabajo o de cualquier tipo de estimulación violenta y de naturaleza diversa.
Infante de la Torre, J.R.

Pero el estrés, que es un mecanismo de defensa, puede, y de hecho así es considerado, ser una de las causas principales en el desequilibrio psicofisiológico.
En presencia de estrés se producen reacciones corporales tratando el organismo adaptarse poniendo en marcha mecanismos de compensación, es el Síndrome General de Adaptación. En dicho proceso está implicado fundamentalmente el eje Hipotalámico-hipofisiario-adrenal (HHA). Consta de tres fases:
Alarma o catabólica, Resistencia o anabólica y Agotamiento o Extenuación.
Ante un estímulo psíquico o físico se produce una evaluación cognitiva del sujeto, generando una respuesta emocional y defensiva. El estresor desencadena la estimulación del hipotálamo que a su vez estimula al SNS y la médula suprarrenal, siendo la fase de Alarma. La fase de Resistencia se produce cuando la estimulación produce la respuesta de la hipófisis anterior y la corteza adrenal. Pasado un tiempo, generalmente se produce una adaptación del organismo, pero si el estímulo es muy agudo o se mantiene en el tiempo (distress) se llega a la tercera fase o Agotamiento, en la cual se pueden producir efectos indeseables en forma de disfunciones psíquicas o físicas.
El proceso brevemente y en líneas generales es el siguiente:
La Alarma tiene tres efectos principales; una descarga de adrenalina y noradrenalina entre otras, dichas hormonas se concentran en el cerebro y se modifica la actividad de enzimas sintetizadoras de catecolaminas. A su vez induce la movilización de recursos orgánicos para una actividad física inmediata. Estos recursos se van a concentrar fundamentalmente en tres órganos, cerebro, corazón y musculatura. A su vez se inhiben las funciones normales de órganos viscerales y se paraliza la producción de reservas de energía para el organismo. La Resistencia implica una respuesta endocrina, activada por la estimulación del hipotálamo, que segrega un factor liberador de corticotropina (CRF o CRH), llegando hasta la hipófisis, que a su vez libera adrenocorticotropa (ACTH), esta viaja hasta las glándulas suprarrenales, siendo la señal para liberar glucocorticoides. Estas hormonas se liberan en sangre, que actúan como movilizadoras de los recursos naturales del organismo. Pero también provocan efectos inmunodepresores, como por ejemplo: inhibición de las células NK, detención de la creación de globulinas, disminución de proliferación de linfocitos,, disminución en la secreción de citosinas, etc.
Sucede que al activar el eje HPA las respuestas de lucha o huida, las hormonas de estrés inhiben la actuación del Sistema Inmunológico (SI) para poder así conservar reservas energéticas y ser usadas en caso de necesidad durante el proceso. Pero si la situación estresante se mantiene durante un tiempo excesivo, si se convierte en crónica e incluso cuando dicho factor estresante es muy agudo, se puede llegar a una fase de agotamiento de recursos, pudiendo surgir consecuencias indeseables en forma de enfermedades psíquicas o físicas. Entre otras cosas, precisamente, porque durante ese proceso disminuye nuestra capacidad para luchar contra posibles enfermedades al inhibirse el SI.
Igualmente, las hormonas del estrés frenan la actividad de la mente consciente e incrementan los reflejos instintivos, pudiendo provocar una reducción de la inteligencia y una disminución de la consciencia.
En realidad el mecanismo es absolutamente adecuado para manejar las situaciones de estrés a corto plazo, pero no está diseñado para permanecer activo de forma continua, tal como ocurre en las sociedades modernas.
Por ejemplo, los estudios han demostrado que la permanencia por largos periodos de tiempo de una elevada tasa de cortisol en el cuerpo humano, produce una gran variedad de efectos nocivos. Así las enfermedades relacionadas con el estrés suponen el 80% de todas las consultas médicas. Como efectos nocivos se pueden destacar:

- elevada presión sanguínea
- disminución de la memoria y del aprendizaje
- elevada tasa de azúcar en sangre
- incremento de las enfermedades cardiovasculares
- disminución de la capacidad de recuperación celular
- aceleración del envejecimiento
- cicatrización más lentas de las heridas
- disminución de la capacidad de reparación ósea
- disminución de la concentración en sangre de células inmunitarias
- reducción del número de anticuerpos
- incremento de muerte en células cerebrales
- reducción de la masa muscular
- menor reparación celular de la piel
- aumento del depósito de grasa en cintura y caderas
- incremento de la posibilidad de contraer osteoporosis.

Dawson Church, PH.D.

## Relaciones entre Sistemas
Durante mucho tiempo se creyó que el Sistema Inmunológico era un sistema autorregulado, pero los estudios han demostrado que existe una compleja interrelación entre el mismo y los sistemas nervioso y endocrino.
Algunas de las relaciones entre los distintos sistemas:
- Los experimentos y estudios sobre condicionamiento han demostrado la implicación del SN en la modulación de respuestas por parte del SI, especialmente a través del sistema límbico, el HHA y el SNA.[29]

- Las células del SI contienen receptores para diversos tipos de moléculas que son reguladas en parte por el SNC: serotonina, histamina, dopamina, andrógenos, acetilcolina, endorfinas, etc.[30] La detección de dichas moléculas implica, en presencia de estímulos condicionados, un cambio en la respuesta del SI.[31]

- La inervación autónoma directa del SNS, también acusa terminaciones en los órganos del SI. La pérdida de dicha inervación (denervación) implica un incremento en la posibilidad de contraer enfermedades infecciosas e inflamatorias.[32]

- Numerosos datos experimentales y clínicos sostienen la relación existente entre el sistema inmune y el neuroendocrino en situaciones de estrés. Por ejemplo con disminución de la inmunovigilancia antitumoral (células NK) incrementando las probabilidades de desarrollo de cáncer.[33] También los glucocorticoides producen un decremento en el recuento de linfocitos y de monocitos y un aumento de los neutrófilos.[34] Igualmente se ha comprobado que los opioides producen efectos inhibitorios en la actividad de las NK.[35] Asimismo se ha comprobado los cambios inducidos por la adrenalina en diferentes subpoblaciones.[36]

- El hipotálamo está asociado funcionalmente tanto por vía neural como vascular con la hipófisis, por tanto con el sistema endocrino. Realiza su función principal, mantenimiento del balance homeostático externo e interno, participando en la regulación de la ingesta, reproducción, termorregulación, comportamiento emocional y funciones endocrinas.[37] Su importancia en la regulación del sistema inmune ha sido demostrada describiéndose experimentalmente asociaciones entre ambos sistemas a través de inervaciones de los órganos inmunes,[38] alteraciones en la función linfocitaria tras hipofisectomía o lesiones en diferentes áreas del hipotálamo[39] y cambios en neuronas del hipotálamo coincidiendo con la formación de anticuerpos en respuesta a la inoculación de inmunógenos.[40][41]

- La relación entre los sistemas nervioso e inmune se realiza a través de gran número de mediadores, que interactúan en receptores de ambos sistemas (por tanto la comunicación es bidireccional): hormonas, neurotransmisores, quimioquinas, neuropéptidos, citoquinas, etc.[42]

- Etc.

## Estudios
Existen numerosos estudios sobre la interrelación mente cuerpo y se pueden dividir en tres tipos principales: los estudios de cómo las emociones influyen sobre la fisiología del cuerpo humano, los estudios sobre su incidencia en enfermedades y los estudios de cómo diversas terapias influyen en las enfermedades.
El estrés, la ansiedad y la angustia son quizás los elementos psíquicos más utilizados para comprobar las interrelaciones entre los distintos sistemas del organismo. Entre los estudios señalados se pueden destacar como ejemplo los relacionados con algunos factores psicosociales estresantes corrientes: el luto, la separación o divorcio, el paro y exámenes académicos.
- Luto:

Los viudos/as experimentan mayor frecuencia de enfermedades durante el año siguiente a la muerte del cónyuge. Además, muestran una inmunidad celular deprimida (que se evidencia por una proliferación linfocitaria inducida por mitógenos menor que la de los grupos control) y posiblemente menor actividad de las células NK. Estas alteraciones pueden prolongarse hasta más de un año después de la muerte de la pareja. Por otra parte, no se han evidenciado alteraciones en el número de linfocitos T o B.

- Separación o divorcio:

Las mujeres separadas o divorciadas muestran menor inmunidad celular que las mujeres control (casadas), menor respuesta al mitógeno fitohemaglutinina, mayor nivel de anticuerpos contra el virus de Epstein Barr, y menor porcentaje de células NK. Los hombres, muestran indicios de menor inmunidad celular que los que pertenecen al grupo control: mayor nivel de anticuerpos antivirus Epstein Barr, o antivirus del herpes, y mayor frecuencia de enfermedades.

- Paro de larga duración:

En este grupo se ha descrito mayor frecuencia de enfermedades y menor respuesta linfocitaria a los mitógenos fitohemaglutinina del linfocito B. También se han establecido alteraciones en los porcentajes en linfocitos T o B.

- Exámenes académicos:

En comparación de los estudiantes en los periodos entre exámenes, la inmunidad en los periodos de exámenes sufre un aumento de los niveles de anticuerpos contra los virus de Epstein Barr y del herpes tipo 1, disminución del porcentaje de linfocitos T auxiliadores, menor respuesta a los mitógenos T, menor actividad de las células NK y menor producción de interferón.

## La psiconeuroinmunología como pseudociencia
Si bien la psiconeuroinmunología (PNI) como tal no se considera una pseudociencia, se trata fundamentalmente de un campo de Investigación interdisciplinar, sin a día de hoy ninguna aplicación clínica. Sin embargo, existen una serie de formaciones que bajo esta denominación y empleándola como base, imparten conocimientos no sustentados en la evidencia científica y en los cuales se interviene en pacientes realizando distintos tratamientos, especialmente con modificaciones en la dieta y suplementación, que no cuentan con respaldo científico. Tal es el caso de un antiguo postgrado ofertado por la universidad de Barcelona, el cual fue retirado en el año 2017 por considerarse que no era una ciencia aplicada, sino que se reducía a pseudociencia. En él se incluían conocimientos ligados a distintas terapias alternativas como la nutrición ortomolecular, la hidroterapia de colón, la terapia regenerativa, detoxificación, la dieta macrobiótica,  la homeopatía y muchas otras, algunas de ellas consideradas terapias sin sustento científico por parte del Ministerio de Sanidad, Política Social e Igualdad. Cabe señalar que estas formaciones no siguen las directrices de conformidad con las líneas de investigación promulgadas por la Psychoneuroimmunology Research Society (PNIRS) ni tienen su aval.
En el año 2016 el colegio de dietistas-nutricionistas de Cataluña presentó un documento en el que se elaboraba una revisión de la literatura científica y lectura crítica de la misma, relativa a la formación de la universidad de Barcelona en psiconeuroinmunología. En ella no se encontraba evidencia suficientemente fuerte que justificara el uso de técnicas terapéuticas relacionadas con la Nutrición Humana y Dietética con base en los mecanismos teóricos de la PNI,  bajo un supuesto eje teórico de terapias nutricionales - cerebro - estados emocionales - sistema inmunitario. Asimismo, calificaba esta formación como un conjunto de terapias alternativas sin base científica.
Por otra parte, el principal impulsor de estas terapias y del antiguo postgrado en psiconeuroinmunología de la universidad de Barcelona, Xevi Verdaguer, fue denunciado por el Colegio de Dietistas y Nutricionistas de Cataluña, por pretender ejercer como especialista en nutrición sin contar con la titulación necesaria.
Otra universidad donde se imparte esta formación como un máster, es la Pontificia de Salamanca, la cual ha recibido críticas desde las asociaciones de profesionales, que la acusan de intrusismo y pseudociencia. 
También se imparte en distintas Escuelas e Instituciones formativas de carácter privado.